# 超自然现象
超自然（英語：Supernatural）又稱靈異現象，包含了超自然现象和超自然力量，即無科學論證基礎而所謂存在於自然界的力量或现象。無符合科學實驗證據、同時亦無以證偽之存在。而一旦超自然能够被证实，则會被劃分至科學範圍之內，不再稱之為超自然。超自然超出科学的范畴，因为科学的研究对象必须是可证实的测量以及通过同行评审（请参见科学方法）。超自然通常指不以現存自然科學狀態下解釋的事件或現象，例如奧秘難解的現象及超越感知的經驗。
超自然一般同宗教信仰和形而上学紧密联系，有时跟超常现象一词同义。

## 疑似時空錯亂事件
- 1928年的卓別林黑白影片[2]中，出現一名女子，手持類似手機的裝置，口中喃喃自語，有人認為是時光旅行者的證據，也有人稱之為"Time Slip"現象[3]，或是「時間滑移」、「時空穿越」[4]。女子的曾孫指出是任職於杜邦通訊器材工廠的曾祖母在測試無線電機[5]。
- 2006年在英國利物浦波德大街（Bold Street, Liverpool），警方接獲民眾報案，據民眾口述有戰鬥機在天空轟炸利物浦，也有民眾表示本來要去郵局寄信，結果一進門突然變成古老的劇院[6]。

## 人口失蹤事件
2014年10月31日，美國阿拉斯加州基奈發生一起離奇事件，22歲女屋主瑞貝卡（Rebecca Adams），與兩名女兒分別是3歲和5歲的佳若卡（Jaracca Hundley）、蜜雪兒（Michelle Hundley），及37歲男友基偉登（Brandon Jividen），一家4口早餐吃到一半就無故失蹤，連飼養的狗都消失不見，剩下的食物還在餐桌，鑰匙、錢包、手機、身份證等全留在屋內。2015年3月23日阿拉斯加警方在其住所附近的小徑上發現了四人的衣物及遺骸，警方初步暫定為兇殺案件，瞭解全部案情仍需進一步的調查。

## 天空中的神秘巨響事件
全球各地都出現過的奇怪聲響，聲響來自整片天空，民眾無法探知聲音方向，有媒體稱之為「天使號角」、「地獄怪聲」事件，全球皆有民眾拍攝影片上傳至Youtube。
- 2011年8月23日，在美國職棒坦帕灣光芒隊比賽之際，突然主播留意到天空出現如同鬼怪吼叫的異聲，脫口說出「Super Nature」字眼。
- 2013年8月29日，加拿大英屬哥倫比亞省民眾金柏莉伍奇（Kimberly Wookey），表示天空出現巨大聲響。
- 2013年11月26日14:00左右，台灣屏東、高雄有民眾表示天空出現巨大聲響，新聞也有報導，但軍方否認是演習活動。
- 2013年12月5日18:15，在台灣林口、淡水有民眾表示天空出現巨大聲響。

## 其它超自然現象事件
- 納斯卡線
- 麥田圈
- 王恭廠大爆炸

## 延伸閱讀
- Bouvet, R; Bonnefon, J. F. (2015). Non-Reflective Thinkers Are Predisposed to Attribute Supernatural Causation to Uncanny Experiences （页面存档备份，存于）. Personality and Social Psychology Bulletin.
- McNamara, P; Bulkeley, K. (2015). Dreams as a Source of Supernatural Agent Concepts （页面存档备份，存于）. Frontiers in Psychology.
- Riekki, T; Lindeman, M; Raij, T. T. (2014). Supernatural Believers Attribute More Intentions to Random Movement than Skeptics: An fMRI Study. Social Neuroscience 9: 400–411.
- Purzycki, Benjamin G. (2013). The Minds of Gods: A Comparative Study of Supernatural Agency. Cognition 129: 163–179.
- Thomson, P; Jaque, S. V. (2014). Unresolved Mourning, Supernatural Beliefs and Dissociation: A Mediation Analysis. Attachment and Human Development 16: 499–514.
- Vail, K. E; Arndt, J; Addollahi, A. (2012). Exploring the Existential Function of Religion and Supernatural Agent Beliefs Among Christians, Muslims, Atheists, and Agnostics. Personality and Social Psychology Bulletin 38: 1288–1300.

## 外部連結
- 女巫的一千零一夜：西洋女巫 魔法、巫術、信仰 、迷信 及傳說 （页面存档备份，存于）
- YouTube上的Strange Sounds Around The World
- YouTube上的Strange Sounds in Terrace, BC Canada August 29th 2013 7:30am